# Chevry-Cossigny
Chevry-Cossigny település Franciaországban, Seine-et-Marne megyében. Lakosainak száma 4019 fő (2022. január 1.). Chevry-Cossigny Ozoir-la-Ferrière, Presles-en-Brie, Brie-Comte-Robert, Férolles-Attilly, Gretz-Armainvilliers és Grisy-Suisnes községekkel határos.

## Népesség
A település népességének változása:
| Lakosok száma | 3964 | 3988 | 4016 | 3952 | 3939 | 3927 | 3920 | 3904 | 4019 |
|               | 2013 | 2015 | 2016 | 2017 | 2018 | 2019 | 2020 | 2021 | 2022 |